# Tour della nazionale maschile di rugby a 15 del Galles 2003
Tra le due edizioni del 1999 e 2003 della coppa del Mondo di rugby, la nazionale gallese di rugby a 15 si reca varie volte in tour oltremare.
Nel 2003 per preparare la Coppa del Mondo di rugby 2003 il Galles si reca in Australia (sede della competizione) e Nuova Zelanda. Duie sconfitte pesanti, per una squadra reduce dal wooden spoon nel Sei Nazioni 2003 ma che saprà "ritrovarsi" in tempo per la competizione.

## Il test con l'Australia
Il match vede i gallesi combattere con orgoglio e vigore, con un grande inizio, ma i campioni del mondo, sono troppo forti. '"Man of the match è Wendell Sailor, giocatore proveniente dal rugby league che realizza due mete..
| Arbitro: | Mark Lawrence |

|                             |      |          |
| Paul, Sailor 2 Grey, Latham | mt   | Robinson |
| Roff                        | tr   | S.Jones  |
| Flatley                     | c.p. | S.Jones  |

## Il match contro gli All Blacks
Niente da fare invece contro gli All blacks, che colgono la più netta vittoria della loro storia contro i Gallesi..
| Arbitro: | Alan Lewis |

|                                                           |      |         |
| Rokocoko 2, Spencer Carter, Howlett Mealamu, Meeuws Unaga | mt   |         |
| Carter 6                                                  | tr   |         |
| Carter                                                    | c.p. | S.Jones |